# Hindenburgstraße (Esslingen am Neckar)

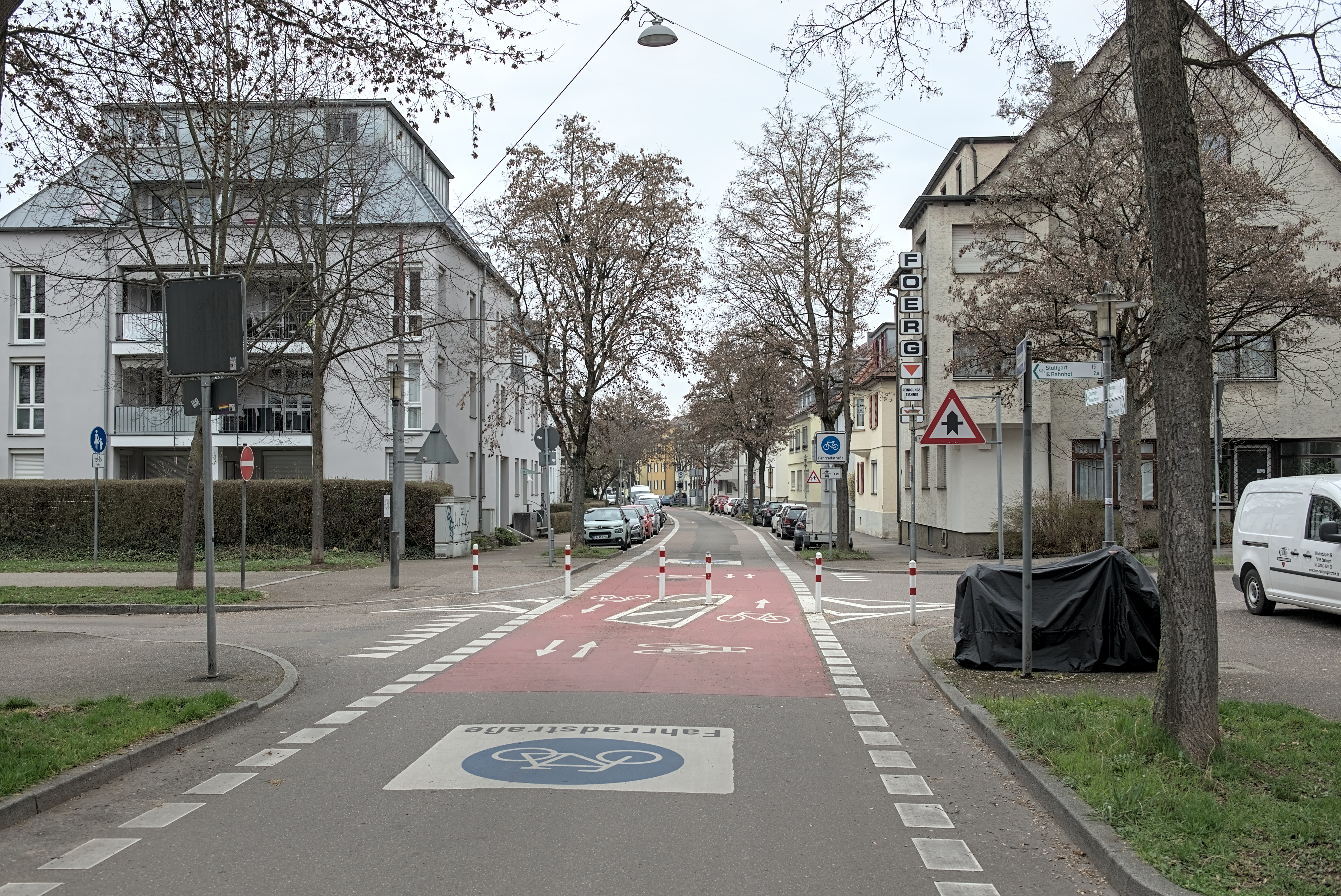
Hindenburgstraße im März 2025

Die Hindenburgstraße ist eine Innerortsstraße in Esslingen am Neckar und verbindet die Stadtteile Oberesslingen und Innenstadt miteinander.
Beginnend an der Entengrabenstraße am Altstadtring hieß sie ursprünglich Klarastraße. Nach dem Ersten Weltkrieg ausgebaut mündete diese in die Oberesslinger Heusteigstraße. Beide Straßen wurden im Todesjahr Paul von Hindenburgs 1934 in Hindenburgstraße umbenannt.  Am 27. April 2013 wurde ein Teilstück der Straße als erste Fahrradstraße im Landkreis Esslingen freigegeben und am 26. September 2015 erfolgte die Einweihung der kompletten Strecke über 1,85 Kilometer Länge. Damit soll die Hindenburgstraße die längste Fahrradstraße in Deutschland sein. Sie verläuft zwischen der Schorndorfer Straße im Osten und der Entengrabenstraße im Westen.